# Parakneria vilhenae
Parakneria vilhenae är en fiskart som beskrevs av Poll, 1965. Parakneria vilhenae ingår i släktet Parakneria och familjen Kneriidae. IUCN kategoriserar arten globalt som otillräckligt studerad. Inga underarter finns listade i Catalogue of Life.